# BNKR Arquitectura
BNKR Arquitectura o Búnker Arquitectura es un despacho mexicano de arquitectura y urbanismo, fundado por Esteban Suárez en el año 2005, junto con su hermano y socio Sebastián Suárez. Su sede central está ubicada en la Ciudad de México.

## Proyectos
Los proyectos de la empresa se han dado a conocer por ser futuristicos e icónicos, y aunque ha causado controversias algunos de ellos si se han llevado a cabo.
Uno de estos proyectos es una rascasuelos que se situaría en el Zócalo del Distrito Federal basado en una construcción subterránea piramidal con capacidad para 100 000 personas y que contaría con una superficie transparente que haría las funciones de suelo de plaza y techo de la construcción.
Otro proyecto vanguardista es un puente habitable de tres kilómetros de longitud que uniría la bahía de Acapulco, o una torre multi funcional en Taiwán.
Este estudio ha recibido el reconocimiento AZ AWARDS en la categoría Commercial & Institutional building  por su proyecto Sunset Chapel en Acapulco, premio “Íconos del Diseño” de AD y ha estado nominado para los Premios Obras Cemex, el LEAF Awards 2011 de Londres en la categoría de "Arquitecto Joven del Año" y el "World Architecture Festival Awards" en Barcelona. También han recibido la Mención Honorífica en la Bienal de Arquitectura Mexicana de la Federación de Colegios de Arquitectos de la República Mexicana, por el Proyecto “Plaza de las Fuentes” y ha sido reconocido como uno de los diez arquitectos de la nueva generación de la arquitectura en México por la revista Architectural Digest.

### Terminados
| Estructura                    | Localizacón              | Fecha |
| ----------------------------- | ------------------------ | ----- |
| La Estancia Chapel            | Cuernavaca, México       | 2007  |
| Alviento Apartments           | Acapulco, México         | 2007  |
| Guzmán Fountain Plaza         | Ciudad Guzmán, México    | 2009  |
| Filadelfia Corporate Suites   | Ciudad de México, México | 2010  |
| Polyforum Siqueiros Galleries | Ciudad de México, México | 2011  |
| Sunset Chapel                 | Acapulco, México         | 2011  |
| Hookah Lounge Satélite        | Ciudad de México, México | 2011  |

### En construcción
| Estructura              | Localizacón       | Fecha |
| ----------------------- | ----------------- | ----- |
| House in Tepoztlan v2.0 | Tepoztlán, México | 2011  |

### En curso/planificación
| Estructura                | Localizacón              | Fecha |
| ------------------------- | ------------------------ | ----- |
| Vertical Garden Apartment | Ciudad de México, México | 2009  |
| Acapulco Bay Bridge       | Acapulco, México         | 2010  |
| Musas Amphitheater        | Hermosillo, México       | 2011  |
| Earthscraper              | Ciudad de México, México | 2011  |
| Students Housing Cholula  | Cholula, México          | 2012  |
| Valle de Bravo Apartments | Valle de Bravo, México   | 2012  |